# Calliscelio basistriatus
Calliscelio basistriatus är en stekelart som först beskrevs av Juan Brèthes 1916.  Calliscelio basistriatus ingår i släktet Calliscelio och familjen Scelionidae. Inga underarter finns listade.